# Ulrich Peters (Regisseur)

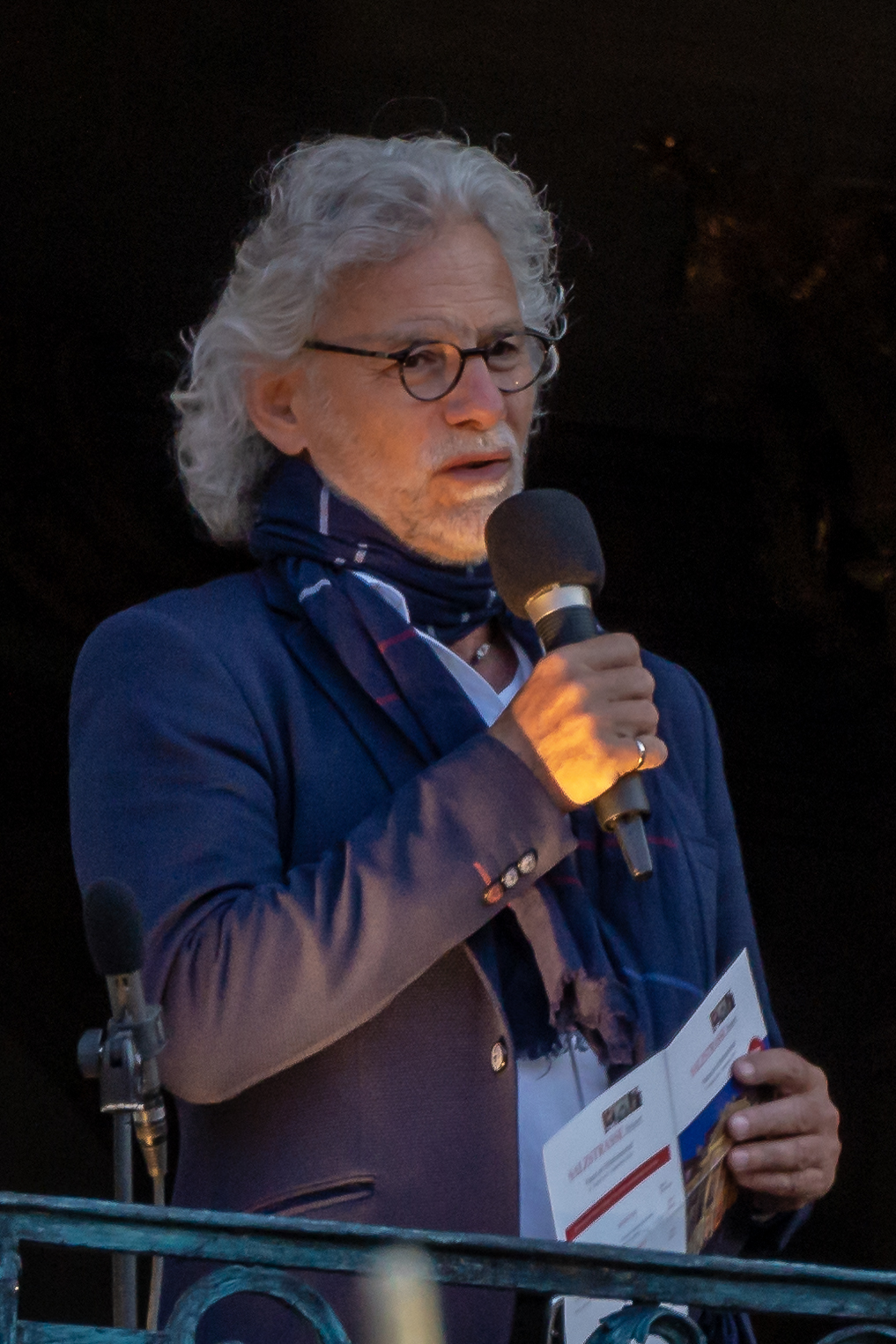
Ulrich Peters, 2018

Ulrich Peters (* 29. August 1955 in Stuttgart) ist ein deutscher Opernregisseur und seit September 2021 Generalintendant am Badischen Staatstheater Karlsruhe.

## Leben
Ulrich Peters studierte in München Literatur-, Theater- und Musikwissenschaft, ferner Betriebswirtschaft (Schwerpunkt Unternehmenskultur und Marketing) und arbeitete bereits während seines Studiums gastweise als Regieassistent bei namhaften Regisseuren in Stuttgart, München und Straßburg.
Sein erstes festes Engagement führte ihn 1981 an das Theater Freiburg, wo er 1982 mit Cavallis „L’Ormindo“ und Strauss’ „Ariadne auf Naxos“ seine ersten auch überregional beachteten Inszenierungen herausbrachte.
Wesentliche künstlerische Erfahrungen sammelte er zwischen 1983 und 1986 an den Opernhäusern in Genf und Brüssel in der Arbeit mit Jérôme Savary, Ken Russel, Maurice Bejart, Jorge Lavelli, Luc Bondy und Karl-Ernst Herrmann.
1987 folgte ein Engagement als 1. Spielleiter ans Bremer Theater. Dort machte er besonders mit einer höchst kontrovers diskutierten „Lucia di Lammermoor“- Inszenierung und einer szenischen Fassung des Händel-Oratorium „Saul“ auf sich aufmerksam, die während der Umbauphase des Theaters in der Bremer Liebfrauenkirche herauskam. Neben diversen Inszenierungen an anderen Opernhäusern promovierte er in dieser Zeit über „Die Oper des 17. und frühen 18. Jahrhunderts auf der modernen Opernbühne“.
1991 bis 1997 wirkte Peters als Oberspielleiter am Pfalztheater Kaiserslautern, wo er den Musiktheater-Spielplan durch Aufführungen selten gespielter Komponisten wie Händel, Gluck, Montemezzi, Weinberger, Zemlinsky, Britten, Barber und Bibalo so entscheidend prägte, dass 1995 und 1996 das Musiktheater Kaiserslautern bei einer Kritikerumfrage (Opernwelt) für seine „durchdachte, überzeugende Programmdramaturgie“ zweimal in der Rubrik „Opernhaus des Jahres“ genannt wurde. 1995 eröffnete er den Neubau des Pfalztheaters Kaiserslautern mit „Tannhäuser“, nachdem er bereits 1994 den Theaterneubau in Hof mit einer „Don Giovanni“- Inszenierung eröffnen durfte.
Gastinszenierungen führten ihn in dieser Zeit regelmäßig nach Heidelberg und Würzburg, ferner u. a. nach Braunschweig, Osnabrück, Bremen, Dortmund, Halle, Magdeburg, St. Gallen und Stockholm.
Vor 1992 bis 1995 hatte er zudem einen Lehrauftrag „Szenischer Unterricht für Opernsänger“ an der Akademie für Tonkunst in Darmstadt inne.
Zu den wichtigsten Regiearbeiten der Zeit zwischen 1991 und 1997 gehören die Inszenierung von „Samson und Dalila“ in Stockholm, die Arbeiten für Heidelberg (Janáčeks selten gespielte Oper „Die Ausflüge des Herrn Broucek“, Bergs „Wozzeck“, Hindemiths „Neues vom Tage“ und Spolianskys „Rufen Sie Herrn Plim“), ferner seine Inszenierungen zu den Mozartfesten 1991–1994 in Würzburg. Besondere Aufmerksamkeit erregte dort die posthume Uraufführung der Oper „Kublai, Großkhan der Tartaren“ von Antonio Salieri mit Diana Damrau und Heiko Trinsinger in zentralen Rollen.
Vor allem aber fand die Auseinandersetzung mit der Barockoper immer wieder große Beachtung. Zu den wichtigen Arbeiten zählen Telemanns „Damon“ in Magdeburg und Heidelberg, ferner Händels „Ariodante“ in Kaiserslautern und St. Gallen, „Semele“ in Würzburg, „Almira“ in Bremen und Halle und vor allem die „Xerxes“-Inszenierung zur Eröffnung der 46. Händelfestspiele 1997 in Halle, für die Peters in der Opernwelt – Kritikerumfrage 97 in der Rubrik „Regisseur des Jahres“ genannt wurde.
Zwischen 1997 und 1999 arbeitet Ulrich Peters als Oberspielleiter des Musiktheaters und Leiter Karlsruher Händel-Festspiele am Badischen Staatstheater Karlsruhe. Mit seiner Inszenierung von Kreneks „Jonny spielt auf“ eröffnete er einen Zyklus der Opern der 20er Jahre, den er in Augsburg fortsetzte, wohin ihn sein Weg sehr bald führte:
Im September 1999 wurde er als Intendant ans Theater Augsburg berufen, ein Dreispartentheater mit über 20 Mio. Euro Jahresetat und rund 380 Mitarbeitern. Während seiner bis 2007 dauernden Amtszeit konnte das Theater trotz seines ambitionierten und unkonventionellen Spielplans einen beträchtlichen Zuschauerzuwachs von 160 000 auf rund 250 000 Besuchern und eine Steigerung der Abonnentenzahl von über 20 % verzeichnen.
Mit einer spektakulären Inszenierung von Webbers „Jesus Christ Superstar“ auf der Augsburger Freilichtbühne, die während zweier Spielzeiten über 80000 Zuschauer sahen, verabschiedete Peters sich nach acht Jahren aus Augsburg.
Ab der Spielzeit 2007/08 leitete Peters das Staatstheater am Gärtnerplatz in München bis zu dessen sanierungsbedingten Schließung 2012. Durch Ausweitung des Spielplans (11 Premieren) wurde eine größere Vielfalt des Theaters erreicht, wobei der ursprüngliche Gedanke des Volkstheaters wieder in den Vordergrund rückte. Ein neuer Schwerpunkt wurde im Bereich der Vermittlung von Musiktheater an Kinder und Jugendliche und in der Jugendarbeit (Junges Theater Gärtnerplatz) gesetzt. So hatte das Staatstheater am Gärtnerplatz in der Spielzeit 2011/2012 fast 25 % seiner Karten an Menschen unter 25 Jahren verkauft und erreichte insgesamt eine Platzausnutzung von über 80 %.
Neben Inszenierungen am eigenen Haus war Ulrich Peters regelmäßig als Gastregisseur im In- und Ausland tätig, so u. a. am Staatstheater Karlsruhe, wo er 2011 Händels „Partenope“ bei den Händelfestspielen inszenierte und am New National Theatre Tokyo, wo er im Oktober 2011 die Spielzeit mit Verdis „Il trovatore“ eröffnete.
Ab August 2012 war er Generalintendant des Theaters Münster, eines Fünfspartentheaters mit Musiktheater, Schauspiel, Tanz, einer eigenen Kinder- und Jugendtheatersparte und einem großen Konzertwesen. Seine bis August 2022 laufende Amtszeit beendete er vorzeitig, um zum 1. September 2021 für drei Jahre die Generalintendanz am Badischen Staatstheater Karlsruhe zu übernehmen. Er folgt dort dem vorzeitig abberufenen Peter Spuhler im Amt.

## Arbeit in Gremien
Ulrich Peters ist im Vorstand der „Intendantengruppe des Deutschen Bühnenvereins“ und der französischen Intendantenvereinigung CPDO („Chambre Professionelle des Directeurs d’Opera“), außerdem Mitglied im Tarifausschuss und im Verwaltungsrat des Deutschen Bühnenvereins und war fünf Jahre im Medienrat sowie im Fernsehausschuss der BLM (Bayerischen Landeszentrale für neue Medien)tätig.
Seine vielfältige Vortragstätigkeit über Theater- und Kulturmanagement sowie Kultur als Instrument der Stadtentwicklung mündete im Sommersemester 2003 in einen Ruf an die Universität Augsburg, wo Peters bis zum Sommersemester 2007 im Rahmen des Fachbereichs Allgemeine Volkswirtschaftslehre das Fach Kulturmanagement unterrichtete. Darüber hinaus ist er Mitherausgeber der Schriftenreihe „Kulturmanagement“ beim LIT-Verlag und unterrichtet seit 2009 gelegentlich an der LMU München („Weiterbildung Theater- und Musikmanagement“).

## Inszenierungen (Auswahl)
- 1982: Cavalli: L’Ormindo, Freiburg
- 1982: Strauss: Ariadne auf Naxos, Freiburg
- 1983: Verdi: Ein Maskenball, Passau
- 1983: Mozart: Idomeneo, Freiburg
- 1984: Gluck: Orpheus und Eurydike, Pforzheim
- 1985: Giordano: Andrea Chénier, Pforzheim
- 1986: Menotti: Die alte Jungfer und der Dieb, Hof
- 1986: Fall: Madame Pompadour, Pforzheim
- 1986: Marivaux: Die falsche Zofe, Frankfurt
- 1986: Verdi: Aida, Regensburg
- 1987: Strauss: Der Rosenkavalier, Bremen
- 1988: Loewe: My Fair Lady, Bremen
- 1989: Donizetti: Lucia di Lammermoor, Bremen
- 1989: Wolf-Ferrari: Die vier Grobiane, Würzburg
- 1989: Händel: Saul, Bremen
- 1990: Kalmann: Gräfin Mariza, Braunschweig
- 1990: Strauss: Ariadne auf Naxos, Würzburg
- 1991: Händel: Ariodante, Kaiserslautern
- 1991: Reimann: Melusine, Würzburg
- 1991: Rota: Der Florentiner Strohhut, Osnabrück
- 1991: Mozart: Titus, Kaiserslautern
- 1991: Saint-Saëns: Samson und Dalila, Stockholm
- 1992: Donizetti: Der Liebestrank, Kaiserslautern
- 1992: Montemezzi: Die Liebe dreier Könige, Kaiserslautern
- 1992: Händel: Ariodante, St. Gallen
- 1992: Händel: Semele, Würzburg
- 1992: Offenbach: Hoffmanns Erzählungen, Kaiserslautern
- 1992: Barber: Vanessa, Kaiserslautern
- 1993: Puccini: Tosca, Kaiserslautern
- 1993: Janáček: Die Ausflüge des Herrn Brouček, Heidelberg
- 1993: Mozart: Die Entführung aus dem Serail, Würzburg
- 1993: Herman: Hello Dolly!, Kaiserslautern
- 1994: Berg: Wozzeck, Heidelberg
- 1994: Gluck: Iphigenie auf Tauris, Kaiserslautern
- 1994: Weinberger: Schwanda, der Dudelsackpfeifer, Kaiserslautern
- 1994: Händel: Almira, Bremen
- 1994: Haydn: La fedeltà premiata, Würzburg
- 1994: Mozart: Don Giovanni, Hof
- 1995: Hindemith: Neues vom Tage, Heidelberg
- 1995: Strauss: Ariadne auf Naxos, Kaiserslautern
- 1995: Wagner: Tannhäuser, Kaiserslautern
- 1995: Spoliansky: Rufen Sie Herrn Plim, Heidelberg
- 1995: Britten: The Rape of Lucretia, Kaiserslautern
- 1995: Mascagni/Laoncavallo: Cavalleria rusticana/Pagliacci, Dortmund
- 1996: Zemlinksy: Der Kreidekreis, Kaiserslautern
- 1996: Telemann: Der neumodische Liebhaber Damon, Magdeburg
- 1996: Verdi: Un giorno di regno, Kaiserslautern
- 1996: Strauss: Der Rosenkavalier, Kaiserslautern
- 1997: Bizet: Carmen, Kaiserslautern
- 1997: Bibalo: Gespenster, Kaiserslautern
- 1997: Händel: Serse, Halle (Händelfestspiele)
- 1997: Krenek: Jonny spielt auf, Karlsruhe
- 1998: Mozart: Die Zauberflöte, Karlsruhe
- 1998: Saileri: Kublai, Großkhan der Tartaren, Würzburg
- 1998: Händel: Rodelinda, Karlsruhe (Händelfestspiele)
- 1998: Strauss: Der Rosenkavalier, Magdeburg
- 1999: Thomas: Hamlet, Augsburg
- 1999: Bellini: Norma, Karlsruhe
- 1999: Hermann: Mack and Mabel, Augsburg
- 2000: Mozart: Die Gärtnerin aus Liebe, Augsburg
- 2000: Strauss: Der Rosenkavalier, Augsburg
- 2000: Gershwin: Blue Monday, Augsburg
- 2001: Händel: Berenice, Karlsruhe (Händelfestspiele)
- 2001: Boieldieu: Le Petit Chaperon Rouge, Lübeck
- 2002: Händel: Xerxes, Augsburg
- 2002: Verdi: Falstaff, Augsburg
- 2003: Händel: Silla, Karlsruhe (Händelfestspiele)
- 2003: Porter: Kiss me Kate, Augsburg
- 2004: Keiser: Octavia, Karlsruhe (Händelfestspiele)
- 2004: Moliere: Der eingebildet Kranke, Augsburg
- 2005: Gounod: Roméo et Juliette, Augsburg
- 2005: Brand: Maschinist Hopkins, Augsburg
- 2006: Suppé: Bocaccio, Karlsruhe
- 2006: Salieri: Axur, König von Hormus, Augsburg
- 2006: Webber: Jesus Christ Superstar, Augsburg
- 2007: Bizet: Carmen, Salzburg
- 2008: Auber: Fra Diavolo, München
- 2008: Suppé: Bocaccio, München
- 2010: Janáček: Die Sache Makropulos, München
- 2010: Strauss: Die Fledermaus, München
- 2011: Händel: Partenope, Karlsruhe (Händelfestspiele)
- 2011: Verdi: Il trovatore, Tokyo (NNTT)
- 2012: Verdi: Falstaff, München
- 2012: Benatzky: Im Weißen Rössl, Münster
- 2013: Donizetti: L'elisir d'amore, Hof
- 2014: Strawinsky: A Rakes Progress, Münster
- 2014: Weill/Brecht: Aufstieg und Fall der Stadt Mahagonny, Innsbruck
- 2014: Offenbach: Pariser Leben, Hof
- 2015: Porter: Anything Goes, Münster
- 2015: Offenbach: Hoffmanns Erzählungen, Münster
- 2016: Cilea: Adriana Lecouvreur, Halle
- 2017: Kander/Ebb: Curtains – Vorhang auf für Mord, Münster
- 2017: Verdi: Don Carlo, Münster
- 2019: Killmayer/Dorst: Yolimba oder Die Grenzen der Magie, Münster
- 2019: Styne/Stone: Sugar – Manche mögen's heiß, Münster
- 2020: Verdi: Rigoletto, Den Jyske Opera Dänemark

Trivia: 
Zu seinem 60. Geburtstag inszenierte Dr. Peters die Oper Hoffmanns Erzählungen, die er besonders schätzt. Auf die Premiere folgte eine Geburtstagsfeier im Theater, zu der das Publikum eingeladen war. Kritik dazu siehe unten.